# Oxalis laciniata
Oxalis laciniata är en harsyreväxtart som beskrevs av Antonio José Cavanilles. Oxalis laciniata ingår i släktet oxalisar, och familjen harsyreväxter. Utöver nominatformen finns också underarten O. l. pubescens.